# Pologne A et B

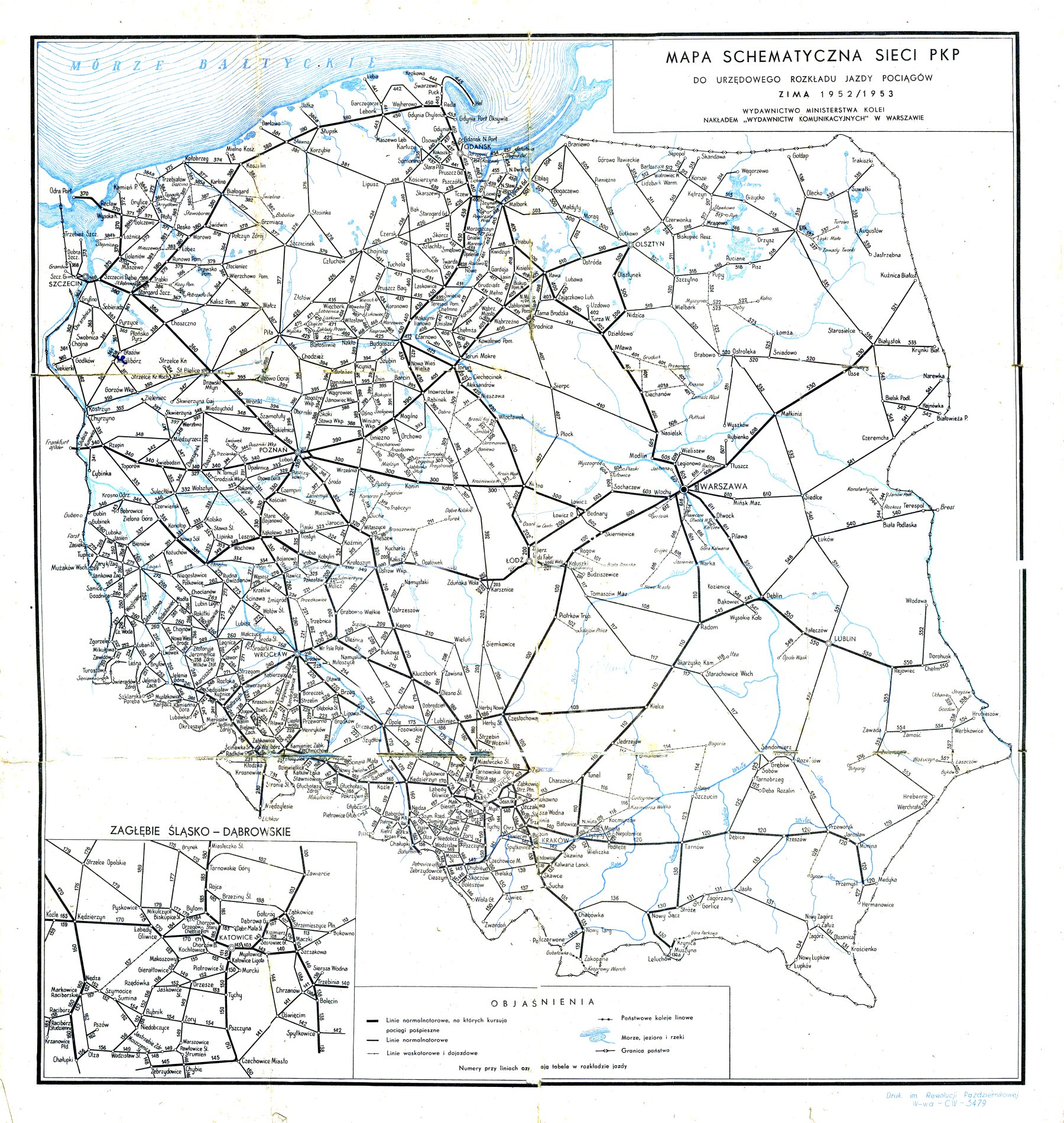
Chemins de fer de la Pologne en 1953, après la Seconde Guerre mondiale. Le réseau ferroviaire est plus dense à l'ouest. Il est le résultat de l'exploitation minière traditionnelle du charbon et des liens historiques avec l'Allemagne, fortement industrialisée.

La « Pologne A et B » (en polonais : Polska A i B) fait référence à la distinction historique, politique et culturelle entre l'ouest et l'est du pays. La Pologne « A », à l'ouest de la Vistule, est bien plus développée et a connu une croissance plus rapide que la Pologne « B », à l'est du fleuve. Le secrétaire général de la Chambre de commerce polonaise Marek Kłoczko a déclaré dans son interview de 2007 que les divisions sont plus étalées et forment trois catégories distinctes. La Pologne « A » comprend les villes métropolitaines, la Pologne « B », le reste du pays et la Pologne « C » regroupe les plaines et les parcs paysagers à l'est de la Vistule (Pologne « Z », selon Kłoczko).
Les villes les plus aisées de Pologne sont Varsovie, Gdańsk, Wrocław et Poznań, et les moins importantes économiquement se trouvent à l'est : Rzeszów, Lublin, Olsztyn et Białystok. Cependant, les statistiques actuelles du chômage pour la Pologne ne montrent pas cette distinction. Elles indiquent même une tendance opposée ces dernières années. Le nord-ouest signale des taux de chômage plus élevés que le centre-est de la Pologne. En 2014, parmi les taux de chômage les plus élevées du pays se trouvaient les voïvodies de Couïavie-Poméranie et de Poméranie occidentale, tandis que parmi les plus bas du pays se trouvait la voïvodie de Mazovie du centre-est.

## Distinction

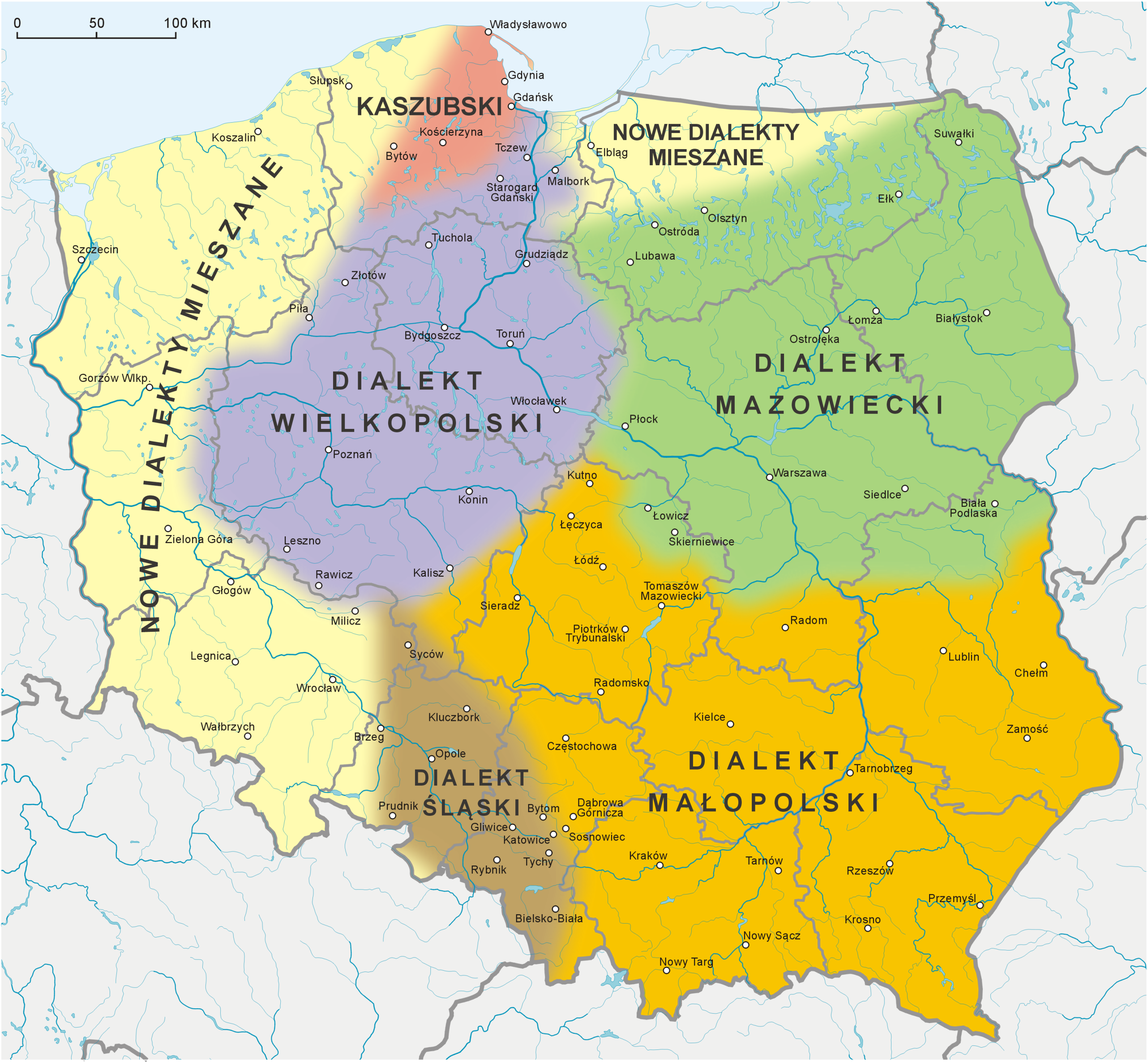
Carte des principaux dialectes polonais.

La distinction n'est pas officielle et à certains égards est simplifiée à l'extrême, mais elle est largement reconnue et discutée en Pologne. Historiquement, la source de la Pologne « A » et « B » peut être attribuée à la période des partitions de la Pologne, ainsi qu'aux différentes politiques des divisions territoriales, qui ont abouti à un développement industriel beaucoup plus important dans la partition prussienne. La partition autrichienne et les partitions russes (dont le Kresy dit oriental), où sévissaient les politiques d'exploitation impériales, ont donc souffert de retards économiques.
Dans cette division, les frontières de la Pologne ont beaucoup changé au cours des siècles. Pour refléter la Pologne des Piasts et la Pologne des Jagellons, elle s'est déplacée vers l'ouest après 1945. Par exemple, Varsovie était initialement une colonie dans l'Est de la Pologne. Lorsqu'elle est devenue une capitale au XVIe siècle, elle s'est développée en tant que partie centrale du royaume de Pologne (la Couronne) et plus tard dans la partie Centre-Ouest de la république des Deux Nations. Maintenant, Varsovie est située dans la partie Centre-Est de la Pologne. Les provinces occidentales à croissance plus lente sont souvent d'anciennes régions allemandes. Elles étaient déjà densément peuplées et bien développées en matière d'infrastructures et d'industrie avant 1945. Désormais, les anciennes régions de l'Est de la Pologne sont principalement peuplées de Polonais. Par exemple, la ville d'Olsztyn mentionnée ci-dessus faisait partie de la Prusse depuis l'époque de l'ordre Teutonique.

### Politique

Carte administrative de la Pologne avec les résultats des élections de 2007 au Sénat de Pologne : en orange la Plate-forme civique et en bleu marine Droit et justice.

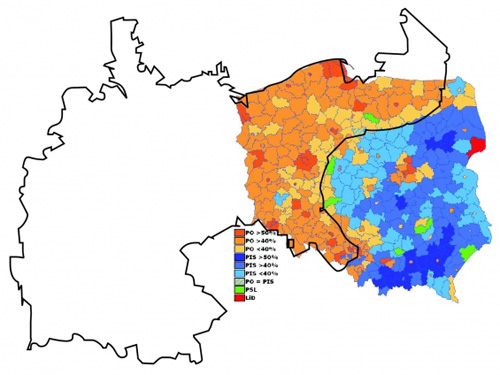
Résultat des élections de 2007 surimposés à l'ancienne frontière de l'Empire allemand.

La différence entre Pologne « A » et « B » est particulièrement évidente dans les schémas de vote des deux régions. Au cours des années 1990, la Pologne « A » avait tendance à favoriser l'Alliance de la gauche démocratique (Sojusz Lewicy Demokratycznej, ou SLD). Le SLD était associé comme étant successeur de facto du laïcisme et était socialement libéral dans la politique post-1989 de l'ancien parti au pouvoir de la PRL. La Pologne « B » en revanche votait soit PSL, soit Solidarité, tous deux représentant les valeurs démocrates-chrétiennes. L'élection de 2001 a été la seule où les régions « A » et « B » n'ont pas été vues sur les cartes, car le SLD a gagné à la fois à l'est et à l'ouest du pays. Depuis environ 2005, la Pologne a connu un réalignement de son système politique. Les résidents de la Pologne « A » ont soutenu le parti conservateur libéral Plateforme civique (PO) ; les résidents de la Pologne « B » (hors Varsovie), en revanche, ont tendance à soutenir le parti nationaliste conservateur Droit et Justice (PiS).

### Galerie

Cartes des résultats des élections (PiS en bleu, KO en orange)
Élections locales polonaises de 2018 aux assemblées régionales (voïvodies).
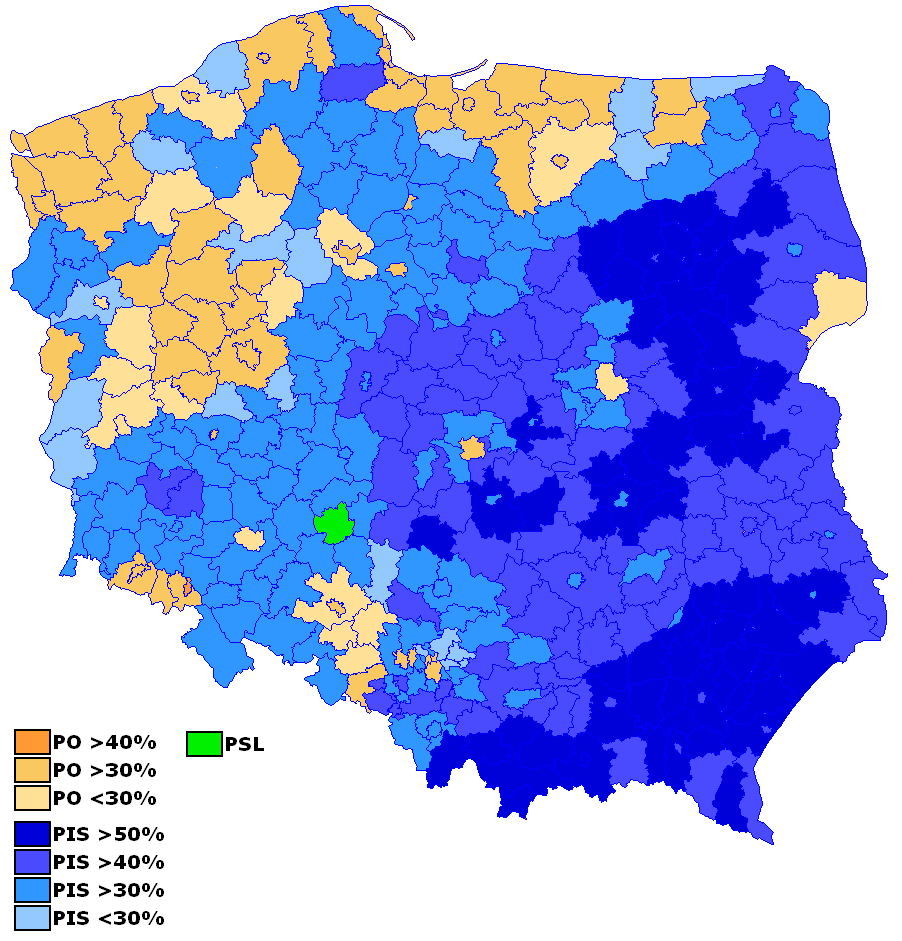
Aux élections législatives polonaises de 2015, les votes pour Droit et Justice sont concentrés dans le sud-est du pays (anciennes partition russe et partition autrichienne).
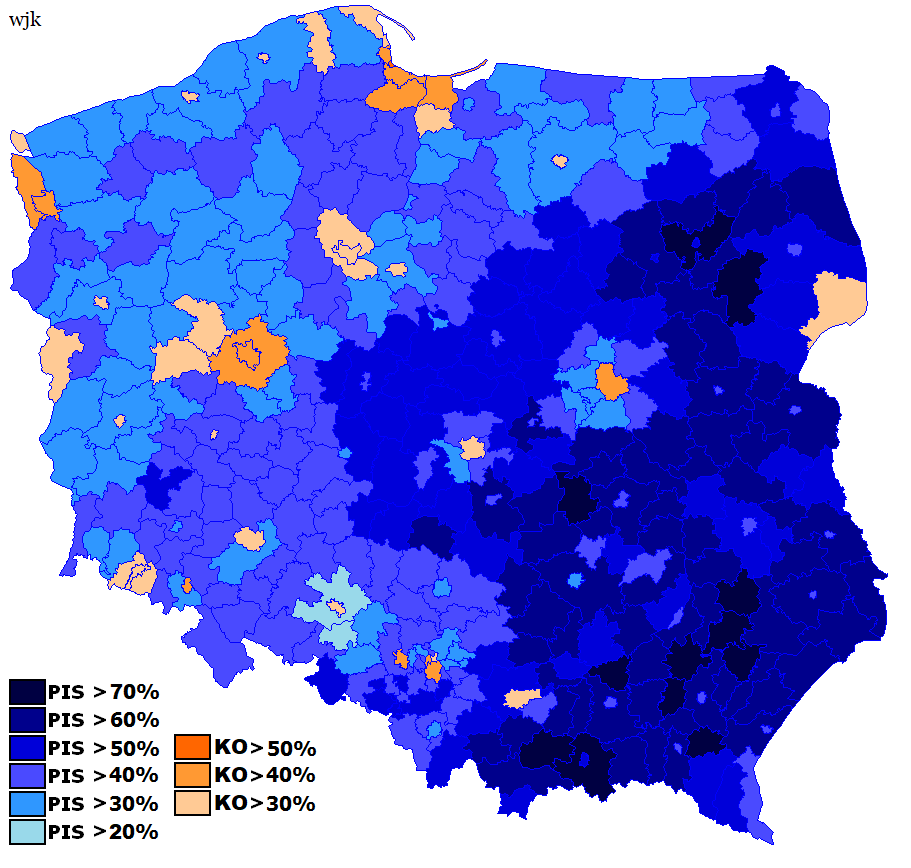
Aux élections législatives polonaises de 2019, le PiS a bénéficié d'un soutien accru.
Premier tour de l'élection présidentielle polonaise de 2020.
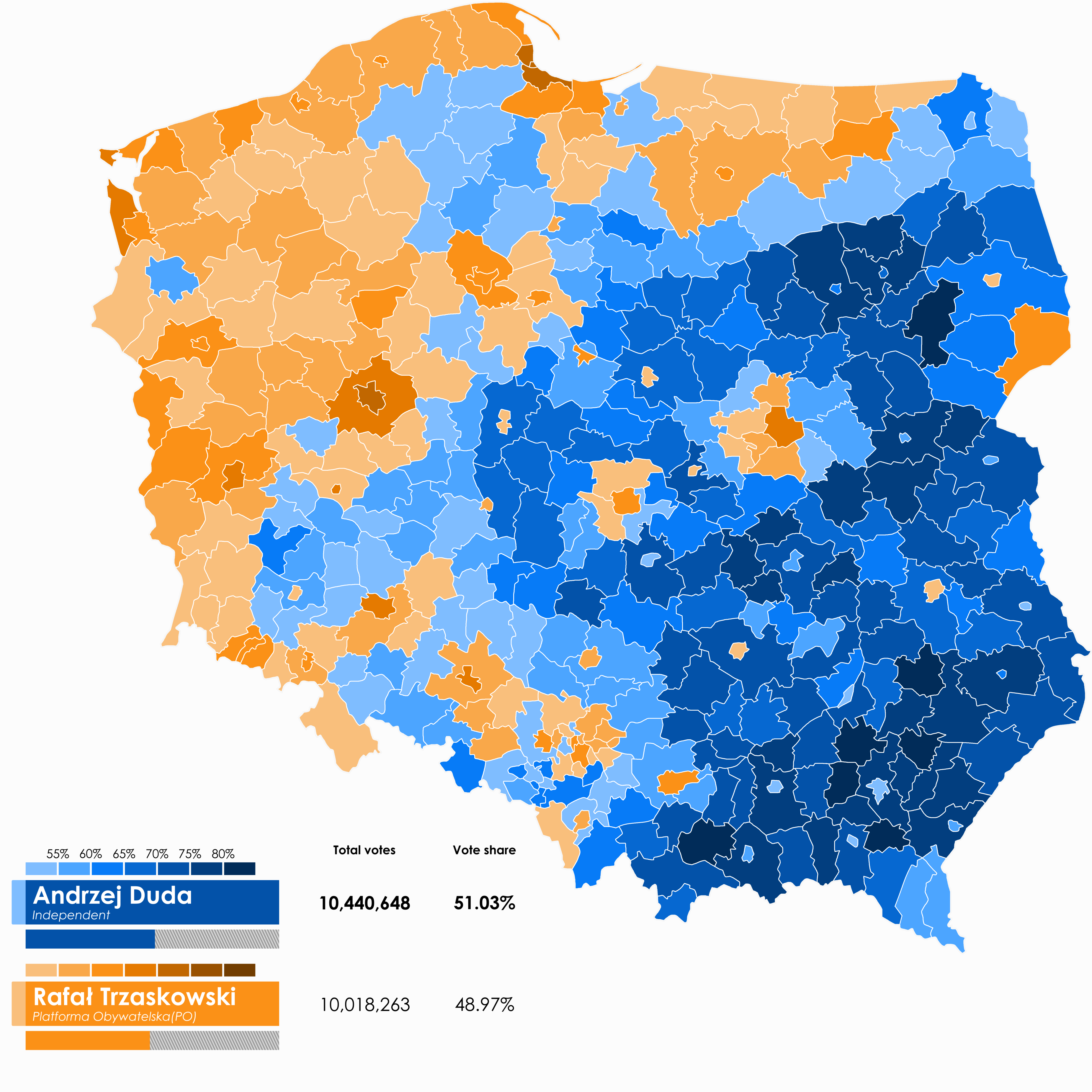
Deuxième tour de l'élection présidentielle polonaise de 2020.
Élections parlementaires polonaises de 2023 - PiS (bleu), opposition (orange).
Élections locales polonaises de 2024 aux assemblées régionales (circonscriptions) - PiS (bleu), KO (orange).

## Dans la culture populaire
Le 26 janvier 2016, l'album Karabin de Maria Peszek est sorti. Il comprend la chanson Polska A, B, C i D. Un jour plus tard, la chanson est sortie en single. Elle a par la suite culminé au numéro un sur le Polish Radio Three Chart,.
La Pologne « B » est mentionnée dans le film d'horreur polonais sorti en 2020 Nobody Sleeps in the Woods Tonight.